# Acteocina inculta
Acteocina inculta är en snäckart som först beskrevs av Gould 1855.  Acteocina inculta ingår i släktet Acteocina och familjen Cylichnidae. Inga underarter finns listade i Catalogue of Life.